# Winchester Model 1886
Il Winchester Model 1886 è stato fucile a leva progettato da John Browning per utilizzare alcune delle più potenti cartucce del periodo.

## Storia
È stato progettato da John Moses Browning, che ha avuto un rapporto lungo e redditizio con Winchester dal 1880 fino agli inizi del 1900. Anche William Mason ha contribuito alla realizzazione, facendo qualche miglioramento al design originario di Browning. Per molti aspetti, il model 1886 era un fucile molto versatile e potente, in quanto poteva essere dotato delle più potenti cartucce dell'epoca, dimostrandosi in grado di gestire non solo il calibro. 45-70 ma anche il 45-90 e il 50-110 Express.
Durante le prime fasi della prima guerra mondiale, la Royal Flying Corps ha acquistato fucili Model 1886 con alloggiamenti per la cartuccia da 45-90 Sharps con speciali proiettili incendiari progettati per far esplodere il gas di idrogeno contenuto dei dirigibili tedeschi.
Nel 1935 la Winchester introdusse un M1886 leggermente modificato con alloggiamento per la cartuccia. 348 Winchester.
Poco dopo l'introduzione del Model 1886, Browning ha progettato una versione ridotta dotato di piccole cartucce a doppio uso, chiamato Winchester Model 1892.